# ارنست تیبورتسی
ارنست تیبوچی (آلمانی: Ernst Tiburzy؛ ۲۶ دسامبر ۱۹۱۱ – ۱۴ نوامبر ۲۰۰۴) یک عضو فولکشتورم در جریان جنگ جهانی دوم بود که به خاطر عملکردش در نابودی پنج دستگاه تانک تی-۳۴ شوروی به تنهایی و به وسیله پانزرفاوست در جریان نبرد کونیگسبرگ نشان صلیب شوالیه صلیب آهنین و صلیب آهنین را دریافت نمود. او یکی از چهار عضو فولکشتورم است که به دریافت نشان صلیب شوالیه نائل آمد.